# Torkel Haraldsson (Gren)
Torkel Haraldsson (Gren), född 1300-talet, död 1402, var en svensk riddare och häradshövding.

## Biografi
Torkel Haraldsson (Gren) var son till godsägaren Harald Ernilsson (Gren). Han nämns för första gången 1368 och gjorde under 1370-talet pilgrimsresor till Rom, Aachen och Nidaros på grund av dråp. Torkel Haraldsson var från 1383 till 1397 häradshövding i Kinda härad, från 1384 till 1402 i Jönåkers härad, 1385 i Valkebo härad. Han dubbades 1389  till riddare. Han avled 1402 och begravdes 13 mars 1402 i Vadstena kloster.

### Egendom
Torkel Haraldsson ägde egendomar i Hanekinds härad, Kinda härad, Valkebo härad, Mo härad, Sunnerbo härad, Tveta härad, Östbo härad, Kinds härad, Jönåkers härad, Oppunda härad och Rönö härad.

### Familj
Torkel Haraldsson  var 1368 gift med Bengta Bosson (Natt och Dag), dotter till riksrådet, riddaren Bo Bosson (Natt och Dag). De fick tillsammans sonen Knut Torkelsson (Gren) (avled i ung ålder).